# Friedericke Vombohr
Friedericke Vombohr (ur. 25 lutego 1961) – niemiecka lekkoatletka specjalizująca się w biegach sprinterskich. W czasie swojej kariery reprezentowała Republikę Federalną Niemiec.
Największe sukcesy odniosła w karierze odniosła w zawodach z cyklu mistrzostw Europy juniorek, trzykrotnie zdobywając medale w biegach sztafetowych: złoty (Donieck 1977 – na dystansie 4 x 400 metrów), srebrny (Bydgoszcz 1979 – na dystansie 4 x 400 metrów) oraz brązowy (Bydgoszcz 1979 – na dystansie 4 x 100 metrów).